# Ariosoma howensis
Ariosoma howensis es una especie de pez del género Ariosoma, familia Congridae, orden Anguilliformes. Fue descrita científicamente por McCulloch & Waite en 1916.
Es una especie inofensiva para el ser humano.

## Descripción
La longitud total es de 42,2 centímetros.

## Distribución
Se distribuye por el Pacífico occidental: pendiente del noreste de Australia, Nueva Caledonia y parte del sur de Fiyi. Especie bentopelágica que puede alcanzar los 600 metros de profundidad.